# Karl Jahnel
Karl Jahnel, někdy označován jako Carl Jahnel (23. ledna 1853 Soběslav – 30. ledna 1913 Ústí nad Labem) byl česko-německý historik, novinář a publicista.

## Životopis
Narodil se 23. ledna 1853 v Soběslavi. Již v dětství s rodinou odešel do Ústí nad Labem, kde dokončil školní docházku. Následně studoval bohosudovské gymnázium a odmaturoval na gymnázium v Chomutově. Mezi lety 1871 až 1873 studoval na Filozofické fakultě Univerzity Karlovy. Studium avšak přerušil a odešel na Univerzitu Friedricha Wilhelma v Berlíně, později přejmenovanou na Humboldtovu univerzitu. Univerzitu absolvoval v roce 1875.
Následujících osm let strávil v armádě v Lublani.
Často pobýval v Velkém Březně, kde se stýkal se svým velkým přítelem doktorem Alexanderem Marianem. Zajímal se o historii Ústecka a psal do ústeckých novin. Celý život zasvětil historii kraje a vydával různé historicko-vlastivědné publikace.
V roce 1909 ho postihlo vážné nervové onemocnění. Stáhl se do ústraní a po zbytek života se o něj starala jeho sestra. Zemřel 30. ledna 1913 v Ústí nad Labem, krátce po svých 60. narozeninách. Některé jeho knihy byly vydány až posmrtně.